# Typfartyg

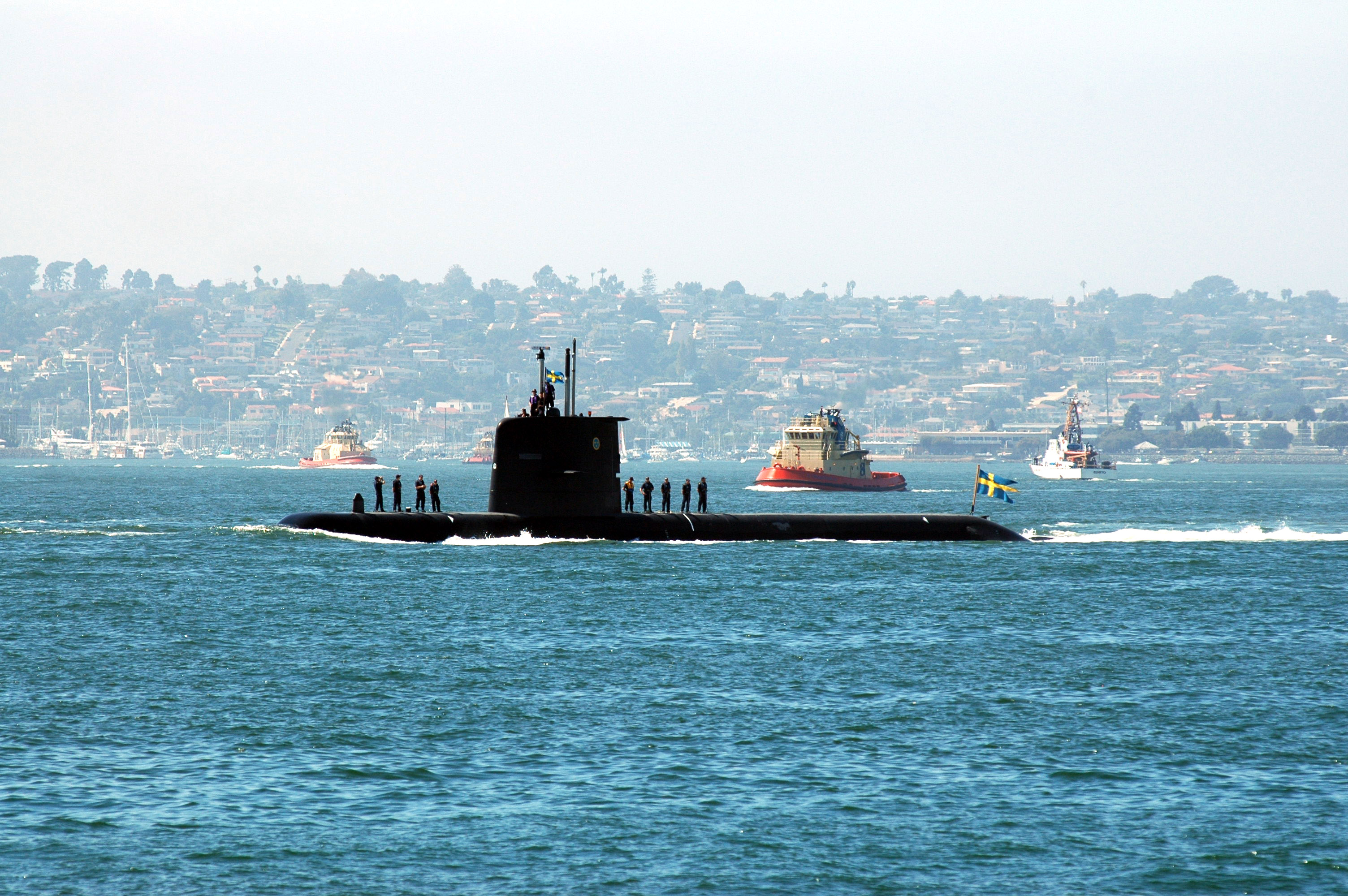
, typfartyg för Gotland-klassen.

Typfartyg är en benämning som används för det första fartyget i en fartygsklass, det fartyget efter klassen är uppkallad.
Vanligtvis namnges fartygklasser efter en av följande två varianter, antingen efter det första fartyget i klassen, som Landsort-klassen som är namngiven efter HMS Landsort (M71) eller att det finns ett gemensam tema för namngivningen, till exempel de svenska landskapsjagarna eller den finska T-klassen.